# Эйтъярви
Э́йтъя́рви (фин. Luorikkojärvi) — озеро на территории Хийтольского сельского поселения Лахденпохского района Республики Карелия и Каменногорского городского поселення Выборгского района Ленинградской области.

## Общие сведения
Площадь озера — 1,1 км². Располагается на высоте 71,4 метров над уровнем моря.
Форма озера двухлопастная, продолговатая: вытянуто с северо-запада на юго-восток. Берега каменисто-песчаные.
С запада Эйтъярви сообщается с озером Суолампи, с северо-запада в Эйтъярви впадает ручей, вытекающий из озера Питкяярви.
С восточной стороны из озера вытекает ручей без названия, втекающий в реку Ильменйоки, впадающую в озеро Богатырское, из которого вытекает река Проточная, которая, в свою очередь, втекает в Рыбацкий пролив Вуоксы.
Вблизи озера находятся населённые пункты Ильме и Ринтала.
Код объекта в государственном водном реестре — 01040300211102000012783.